# 月影ベイベ
『月影ベイベ』（つきかげベイベ）は、小玉ユキによる日本の漫画作品。『月刊フラワーズ』（小学館）にて2013年1月号から2017年4月号まで連載された。単行本は全9巻。2014年度このマンガがすごい!オンナ編第3位に選ばれている。

## あらすじ
「月影ベイベ」1巻
富山県富山市八尾町。ここで生まれ育った佐伯光は、伝統芸能の“おわら”を心から愛している。光はある日、学園祭で踊るおわらの練習を興味がないからと参加していなかった東京からの転校生・峰岸蛍子が、誰もいない教室で完璧な美しいおわらを踊っているところを見てしまう。
偶然蛍子と帰ることになった光は、踊りを見たことを誰にも言わないでほしいと言われる。その帰途、伯父の円の店に寄った光の目の前で、蛍子が伯父を「円くん」と呼び、円も蛍子に驚きを隠せないような様子を見せる。まるで恋人同士を思わせる2人の様子にどきまぎする光だったが、後日、円と蛍子の関係を近所の人が訝しんでいることを知り、円の体裁を守るために自分と付き合っているフリをしようと蛍子に持ちかける。
一方で、蛍子のぎこちない踊りが気に入らなかった松井里央は、体育の授業の際、蛍子に強い口調で注意する。するとそれが功を奏したのか、蛍子はなんとか笠をかぶって人前で踊れるようになる。
「月影ベイベ」2巻
高校からの帰り道で、仲良くなった里央と蛍子。一方で相変わらず笠がないとガチガチになってしまう蛍子の踊りを見て、光は体育祭での出し物の時の代表になることを蛍子に提案する。その後光、里央、蛍子の3人で代表を務めることになる。練習が終わり帰る道途中、里央が蛍子に体育祭に親は見に来るのかと尋ねたところ、蛍子は「来ないよ。絶対に」とだけ返す。
後日、蛍子は里央と訪れた郷土芸能部の部室にて、生徒の指導に来ていた円と遭遇する。光は円の胡弓の演奏を蛍子に聴かせるが、蛍子は何故か号泣してしまう。体育祭当日、出し物の代表に出るために着替えた直後、偶然会った蛍子と円の2人の間に流れている空気を察知した里央は、蛍子は本当に光と付き合っているのかと疑問を抱く。その後蛍子は突然富樫に話しかけられる。
「月影ベイベ」3巻
光は、おわらの出し物が始まる直前に円が蛍子に伝えた「お母さんが見ているから頑張れ」という言葉が気にかかっていた。出し物が終わった後円と富樫にそのことを聞くが、富樫が何か話そうとしたところ、円に止められる。体育祭が終わり光は「おわら5」のメンバーで打ち上げに行ったところ、富樫に出会う。円と蛍子の母、蛍子とのことが気になる光は富樫に真相を問いただす。すると蛍子の母繭子と円が以前不倫をしていたことを告げられ光は激しく動揺する。
動揺した光は、そのまま円の家に走っていき、円に詰め寄る。途中から来た富樫と言い争っていると、そこに蛍子が現れる。光は蛍子を連れ去り、城ヶ山公園の長い階段を上るうちに、蛍子から、繭子は既に亡くなっていることを告げられる。また、円は蛍子に恋慕の情を抱いているわけではなく、繭子に生き写しの蛍子を見て繭子を思い出し動揺していたのだと判明する。
蛍子と円の間に隠されていた秘密は解けたが、逆にそのせいで蛍子にどう接したらよいかわからなくなった光は、蛍子を避け始める。一方円と蛍子の間が気になっていた里央は、蛍子が本当に好きなのは円であることを知る。また、光は蛍子から「付き合っているふり」を解消したいと告げられる。
その後蛍子はおわらの講習会である「定例温習会」に参加することになり、そこで指導員から7月にある「演技発表会」への参加を勧められたところ、一旦は断るが、円が出るという話を聞いて参加することになる。光もそれに合わせ参加を申し出る。
後日浩市、光、里央、蛍子の4人でデパートに行ったところ、蛍子は円と見知らぬ女性（河瀬鮎美）が一緒に居る所を見てしまい、円に詰め寄る。
「月影ベイベ」4巻
蛍子は、円と河瀬が一緒に居たのは、テレビの打ち合わせのためだったということを知り、また河瀬に友好的な態度を示される。その後蛍子と浩市は円の車で帰ることになり、光と里央は二人でデパートに留まる。里央は、光に蛍子が円を好きな理由を話し、また蛍子のことが好きなのではないかと言うが、光は否定する。
その後、蛍子は演技発表会に出る高校生たちとともに練習することになるが、蛍子のことをよく思わない鳴美に意地悪をされ、蛍子は仲間外れとなってしまう。その夜に光は蛍子に蛍を見に行かないかと提案し、蛍子と一緒に行くことになる。そこで蛍子がおわらを踊るのを見て自分の心臓が高鳴るのを感じた光は、初めて自分の気持ちに気づく。
その翌日、蛍子は練習会で飯田千夏に踊りを見られ、演技発表会のための的確なアドバイスを受ける。そして演技発表会当日、光は、発表の直前に円と蛍子が一緒に笑う現場を見た影響で、動揺し、緊張の波に襲われる。それを舞台袖で見ていた蛍子、また地方としてずっと見ていた円はそれぞれの形で光を励ます。演技発表会が終わり、富樫と偶然会った光は、富樫に円と繭子の若い頃の話をしてほしいと頼む。

## 設定
本作は富山市八尾地区（旧 八尾町）を舞台としているため、八尾市街地の日本の道百選にも選ばれた諏訪町本通りの石畳の道、諏訪町公民館、おたや階段、禅寺橋、禅寺坂など、実際の町並みや建物、風景が多く登場する。また登場人物の台詞は、転校生の蛍子以外は富山弁が使われている。

## 登場人物
佐伯 光（さえき ひかる）
本作の主人公。「踊れ」と言われておわら節を聞けば、寝ながらでも踊り出すと豪語するほどおわらを愛する男子高校生。学校で同じくおわら好きの仲間4人と「おわら5（ファイブ）」なる会を結成し、定期的に集まって踊っている。円と蛍子との関係が噂になることを恐れ蛍子と「付き合っているふり」をするが、のちに本物の恋心を蛍子に抱く。メロンが大好き。
涼（りょう）
「おわら5」のメンバーの一人。容姿端麗で踊りもうまく、女子から人気を集めている。
浩市（こういち）
「おわら5」のメンバーの一人。里央のことが好きなのだが、不器用で中々チャンスをつかめない。
ヒナ太（ひなた）
「おわら5」のメンバーの一人。うわさ好きで、女子に慣れている模様。
吾郎（ごろう）
「おわら5」のメンバーの一人。無口。
峰岸 蛍子（みねぎし ほたるこ）
東京から転校してきた女子高生。美人だが無愛想で、一部の女子から能面のようだと評される。
幼い頃から家で母におわらを教えてもらっていたため、伝統の女踊りを完璧に踊ることができるが、東京では披露する場がなかったため、八尾に来てからは人に見られている緊張感から非常にぎこちないロボットのような動きになってしまう。「おわら」に対して複雑な思いを抱えている。
また幼い頃から東京の家に定期的に来ていた円のことを父のように慕い、小学5年生の時から恋心を抱く。足が速い。
松井 里央（まつい りお）
蛍子のクラスメイト。最初はぎこちない蛍子の踊りにいらだちを感じ強い口調であたってしまうが、次第に仲良くなる。学園祭の出し物のおわらで、光と共に代々クラス代表を務める。小学生の時、光のことが好きだった。
飯田 千夏（いいだ　ちなつ）
25歳。おわらを踊る女子高校生たちを指導している。自身も踊りがうまいのだが、参加している社会人サッカーでの怪我が原因で踊り子を辞めざるを得なくなってしまった。
鳴美（なるみ）
蛍子と同級生の女子高校生。演技発表会に向けての練習で知り合うが、東京から来た蛍子のことをよそ者扱いし、つらく当たる。
千夏は小さいころからのあこがれ。
石崎（いしざき）
高校の郷土芸能部部長。少し頑固な一面があるが努力家。小さい頃踊りが苦手で、おわらが嫌いだったが、地方（じかた）のおじさんの三味線の音に惹かれ、中学校から三味線を習い始める。
　
佐伯 円（さえき　まどか）
光の伯父。独身で、光が小さいころからわが子のようにかわいがってきた。八尾の町で御土産店兼喫茶店を営んでいる。
高校生の頃、幼馴染の繭子と付き合っていた。しかしすれ違いと周りの事情により、別れを余儀なくされてしまう。
その後蛍子を連れた彼女と再会し、二度目の恋に落ちる。定期的に東京の繭子の家に通ううちに、繭子と不倫関係になってしまう。
峰岸 繭子（みねぎし　まゆこ）
旧姓布村。蛍子の母親。小さい頃はかなりのおてんばで「男みたいな奴」であった。
高校生になり美少女に成長し、数々の男子の人気を集めるも、本人は興味を示さなかった。のちに体育祭でのある出来事がきっかけで円と付き合いはじめる。
成人してからも円との関係は続いていたが、東京から来たある男がきっかけで、望まぬ結婚をさせられることになる。そして結婚式当日に失踪してしまう。
それからは職場で知り合った別の男性と結婚し、蛍子を生む。
蛍子が大きくなってからは、夫と離婚し、円と結婚する約束をするが、癌のため亡くなる。
富樫 漸二（とがし　ぜんじ）
幼い頃から光、繭子とともに三人でつるんでいた。円の家に居候している。
実は中学生のころから繭子のことが好きだった。また父が唄の名手であり、本人も然りである。
しかし8年前のとある事件がきっかけで、実家と縁を切られ、唄をやめてしまっていた。
蛍子のおばあちゃん
八尾の町に住んでおり、繭子が亡くなってからは蛍子を引き取っている。
母親らしい包容力を携えており、繭子が父親と絶縁を言い渡されても彼女の帰りを待っていた。
また、なかなか地元になじめない蛍子のことも気に掛ける。
蛍子のおじいちゃん
若いころは伝統的な建築技師をやっていた。常に不機嫌で怒ると怖かったため、地元の子どもは家のそばに近づかなかった。
今では病気のせいか、自宅の二階でひっそりと余生を送っている。
河瀬 鮎美（かわせ　あゆみ）
「富山きときとテレビ」の番組制作を担当している。おわらの特集番組を企画しており、円に番組への協力を請う。

## その他
- 本作品には、越中八尾観光協会、富山県民謡おわら保存会、富山県立八尾高等学校郷土芸能部などの協力を受けている。
- 毎年2月に八尾で「越中八尾冬浪漫」が開催されているが、2014年には八尾観光会館（曳山展示館）にて、「月影ベイベ展」が同時開催された。

## 書誌情報
- 小玉ユキ 『月影ベイベ』 小学館〈flowersフラワーコミックスα〉、全9巻
  1. 2013年6月15日発売、ISBN 978-4-09-135229-3
  2. 2013年12月15日発売、ISBN 978-4-09-135589-8
  3. 2014年5月9日発売、ISBN 978-4-09-136112-7
  4. 2014年10月10日発売、ISBN 978-4-09-136415-9
  5. 2015年4月10日発売、ISBN 978-4-09-137293-2
  6. 2015年9月10日発売、ISBN 978-4-09-137438-7
  7. 2016年6月10日発売、ISBN 978-4-09-138398-3
  8. 2016年12月9日発売、ISBN 978-4-09-138858-2
  9. 2017年5月10日発売、ISBN 978-4-09-139289-3